# Juegos Paralímpicos de Geilo 1980
Los Juegos Paralímpicos de Invierno de 1980 fue la II edición de los Juegos Paralímpicos de Invierno.
La sede fue Geilo, Noruega del 1 al 7 de febrero de 1980.
Participaron 299 atletas provenientes de 18 países en 3 deportes.

## Deportes
- Esquí alpino
  - Carrera de trineo en hielo
- Esquí de fondo

## Delegaciones participantes
Un total de 18 países participaron en esta edición de las Paralimpiadas.
| - Alemania Occidental (FRG) - Australia (AUS) - Austria (AUT) - Canadá (CAN) - Checoslovaquia (TCH) - Dinamarca (DEN) - Estados Unidos (USA) - Finlandia (FIN) - Francia (FRA) | - Italia (ITA) - Japón (JPN) - Noruega (NOR) - Nueva Zelanda (NZL) - Reino Unido (GBR) - Suecia (SWE) - Suiza (SUI) - Uganda (UGA) - Yugoslavia (YUG) |

## Medallero
| 1  | Noruega (NOR)             | 23 | 21 | 10 | 54 |
| 2  | Finlandia (FIN)           | 15 | 7  | 12 | 34 |
| 3  | Austria (AUT)             | 6  | 10 | 6  | 22 |
| 4  | Suecia (SWE)              | 5  | 3  | 8  | 16 |
| 5  | Suiza (SUI)               | 4  | 2  | 3  | 9  |
| 6  | Estados Unidos (USA)      | 4  | 1  | 1  | 6  |
| 7  | Alemania Occidental (FRG) | 3  | 5  | 9  | 17 |
| 8  | Canadá (CAN)              | 2  | 3  | 1  | 6  |
| 9  | Francia (FRA)             | 1  | 1  | 1  | 3  |
| 10 | Checoslovaquia (TCH)      | 0  | 1  | 0  | 1  |